# Alexander M. Kolloden
Alexander M. Kolloden (bürgerlich: Alexander Konstantin von Mitschke-Kollande, geb. 2. September 1847 in Pomiany im Kreis Kempen in Posen; gest. 25. November 1924 in Krems an der Donau) war ein deutschsprachiger Schriftsteller. Seinen größten Erfolg feierte er 1902 mit dem gemeinsam mit Wilhelm Schriefer verfassten Libretto zu der Volksoper Der Dusle und das Babeli. Es war inspiriert von einem Lied aus Des Knaben Wunderhorn und wurde von Karl von Kaskel in Musik gesetzt.

## Leben
Er kam als Sohn eines Gutsbesitzers auf die Welt, mit einiger Wahrscheinlichkeit als Sohn von Alexander Mitschke-Collande aus Pomiany.  1866 war er Offizier und kämpfte bei Trutnov, Königinhof und Königgrätz. Danach studierte er Germanistik in Breslau. 1886 übersiedelte er nach Österreich und Wien, wo ihn Ludwig Ganghofer in die Gesellschaft einführte. Zeitweise arbeitete er als Journalist für die Wiener Tageszeitung Illustrirtes Wiener Extrablatt. Des Öfteren wird er mit seinem Schreibpartner Louis Taufstein verwechselt, dem lange Zeit sein Name als Pseudonym zugeschrieben wurde. Gemeinsame Veröffentlichungen erschienen teilweise unter dem aus den beiden Vornamen zusammengesetzten Pseudonym „Alexander Ludwig“. Verheiratet war er seit 18. März 1907 mit der Operettensängerin Hermine Tischner (geb. 21. Juni 1878 als „Hermina“ in Wien), die für die Eheschließung aus der katholischen Kirche austrat. Unter ihrem Ehenamen Hermine von Kolloden verfasste sie Theaterkritiken.
Als weitere Wohnorte lassen sich Inzersdorf und Stein an der Donau nachweisen. In letzterem Ort lebte er unter bescheidenen Verhältnissen bis zu seinem Tod.

## Werke

### Theater
- Die von Strebersdorf. Theaterstück, Uraufführung 18. Mai 1899 im Carltheater
- mit Wilhelm Schriefer: Der Dusle und das Babeli. Volksoper in drei Akten, vertont von Karl von Kaskel, 1902
- mit Louis Taufstein, als Alexander Ludwig: Robinson Krusoe, Drama, Musik: Carl Josef Fromm, 1907

### Prosa
- Helene. Den Tod erkämpft. Novellen. Pierson, 1890.
- Im Storchennest, Roman, 1893.
  - Vorabdruck in Die Presse ab 8. Juni 1893, online
- Die Mühlengräfin. Roman aus der Zeit des letzten polnischen Aufstandes. Verlag Kratz, Hell & Co, Wien, o. J. (1905)[11]

### Journalistisches
- A. M. Kolloden: Zwischen Baden und Vöslau. In: Neues Wiener Tagblatt, Nr. 162, 15. Juni 1899, S. 1–3 (online)
- A. M. Kolloden: Hinter dem Wienerberge. In: Neues Wiener Tagblatt, Nr. 14, 14. Januar 1899, S. 1–3 (online)
- A. M. Kolloden: Mein Berg. In: Neues Wiener Tagblatt, Nr. 216, 8. August 1899, S. 1–3 (online)
- Mödling unter den Babenbergern. Historische Skizze zur Tausendjahrfeier der Stadt Mödling. Wien, Kratz 1904 (Broschüre)